# Daisuke Aono
Daisuke Aono (青野 大介 Aono Daisuke?), född 19 september 1979 i Ehime prefektur, är en japansk före detta fotbollsspelare.
Aono började sin karriär 2002 i Gamba Osaka. Efter Gamba Osaka spelade han för Vissel Kobe, Albirex Niigata och Ehime FC. Han avslutade karriären 2009.